# Relations entre l'Égypte et la Turquie
Les relations entre l'Egypte et la Turquie sont les relations extérieures entre l'Egypte et la Turquie.

## Histoire
Nouvel épisode majeur en 1958 avec la création de l’éphémère RAU, la République arabe unie, qui réunit la Syrie d’ Al-Kouatli et l’Égypte de Nasser. Une expérience qui tourne court, mais qui ne passe pas aux yeux d’Ankara, le président turc Celal Bayar qualifiant son homologue égyptien d’« aventurier » dans cette union. Là encore, cette hostilité vise avant tout le principe du panarabisme. 

## Alliances contradictoires
Clairement, l’animosité de la Turquie à l’égard de l’Égypte et du nassérisme s’inscrit dans le cadre plus large de son antagonisme au panarabisme. Raison de mémoire, car c’est bien le développement d’un sentiment d’arabité qui a nourri le soulèvement anti-ottoman au Proche et au Moyen-Orient. Mais Nasser, lui aussi, éprouve du ressentiment. Signé en 1955, le Pacte de Bagdad entre la Turquie et l’Irak, qui invitent les pays limitrophes à y participer, est considéré au Caire comme une tentative d’intrusion occidentale. Et surtout, en 1948, la Turquie du président Ismet Inönü a reconnu le nouvel État d’Israël, ce qui passe évidemment très mal dans les capitales arabes. Avant tous ça, Pendant trois siècles, grâce à Sélim Ier            l'Égypte a fait partie de l'Empire ottoman, dont la capitale était Istanbul. La Turquie a établi des relations diplomatiques avec l'Égypte en 1925. 
À la suite de la reconnaissance de l’État hébreu par Ankara en 1949, les Frères musulmans qualifie la Turquie de « second Israël » qui dégrade les relations entre le gouvernement kémaliste d’Ankara. 
Les deux pays ont des ambassades et des consulats généraux dans les capitales de l'autre. Les deux pays ont signé un accord de libre-échange en décembre 2005.
Les deux pays sont membres de l'Union pour la Méditerranée.